# Baňur
Baňur je malé jezírko v okrese Stará Ľubovňa na severním Slovensku. Nachází se v Levočských vrších v katastru obce Jakubany na jihovýchodním svahu Repiska (1250 m). Postupně se zmenšuje díky nánosům kamenů a štěrku. Jeho původní rozloha byla 0,179 ha, z čehož přibližně 0,0744 ha ubraly nánosy. Je protáhlé ze severozápadu na jihovýchod v délce 112 m při maximální šířce 25 m. Největší naměřená hloubka je 3,5 m. Vzniklo zahrazením doliny potoka při sesuvu ve flyšovém pásmu. Jméno jezírka v místním nářečí znamená hlubší vodu v řece. Místní ho nazývají také Ozero.

## Vodní režim
Jezírkem protéká potok Vošková, která je levým přítokem říčky Jakubianka v povodí Popradu. Při vtoku do jezírka vytváří malou deltu. Odtéká mělkým korytem přes val vzniklý sesuvem.

## Přístup
Jezero je přístupné od obce Jakubany nejprve údolím říčky Jakubianka 3,5 km po asfaltové silnici a poté lesní cestou doprava asi 1 km podél potoka Vošková.